# تكرار النهاية
تكرار النهاية هو تكرار نفس الكلمة أو الكلمات في نهاية العبارات أو الجمل المتعاقبة. إنه صورة بلاغية وتناظر تكرار الصدارة. إنها أداة مؤكدة للغاية بسبب التركيز على الكلمة الأخيرة في العبارة أو الجملة.

## أمثلة
قوله تعالى في آخر سورة الرحمن: ﴿فَبِأَيِّ آلَاءِ رَبِّكُمَا تُكَذِّبَانِ ۝١٣﴾ [الرحمن:13].